# Baie Timbalier
La Baie Timbalier (en anglais Timbalier Bay) est une baie située à l'ouest de la bouche du fleuve Mississippi donnant sur le golfe du Mexique. Elle est située au sud-ouest de la paroisse de Lafourche au sud de La Nouvelle-Orléans.
La baie Timbalier est le nom donné à la partie orientale d'une vaste baie portant le nom de baie de Terrebonne dans sa partie occidentale. Dans sa partie intérieure, la baie Timbalier est dénommée Lac Raccourci, mais contrairement à sa dénomination de lac, il s'agit toujours d'une partie en partie rétrécie de cette baie.
La baie Timbalier est séparée du golfe du Mexique par l'archipel des îles Timbalier, formant un cordon littoral formant presque une lagune.
Le nom lui fut attribué à l'époque de la Louisiane française. Le timbalier est le joueur de timbales.